# 小行星7324
小行星7324（7324 Carret）是一颗绕太阳运转的小行星，为主小行星带小行星。该小行星于1981年1月31日发现。

## 轨道参数
小行星7324的轨道半长轴为2.4195555 UA，离心率为0.232。